# 馬尼拉灣海戰
馬尼拉灣海戰（菲律賓語：Labanan sa Look ng Maynila；西班牙語：Batalla de Bahía de Manila）發生在1898年5月1日美西戰爭期間。美國海軍准將喬治·杜威率領的美國亞洲分艦隊與西班牙海軍少將帕特里西奧·蒙托霍-帕薩隆所率領的西班牙太平洋分艦隊交戰，並將其殲滅。這場海戰發生在菲律賓的馬尼拉灣，是美西戰爭中的第一次大規模交戰。這場戰役是歷史上最具決定性的海戰之一，標誌著菲律賓歷史上西班牙殖民時期的結束。

## 背景
西班牙和美國之間的緊張關係因西班牙平息古巴獨立戰爭期間的行為而惡化，許多美國人因西班牙對古巴人民實施暴行的報導基本上不實而感到不安。1898年1月，由於擔心美國在古巴的利益會受到戰爭的影響，美國派出了緬因號戰艦來保護這些利益。不到一個月後，這艘戰艦在哈瓦那港拋錨時發生爆炸，造成艦上261名水手死亡，激怒了美國輿論。

## 過程
戰爭爆發後，美國人意識到，擊敗當時駐紮在菲律賓的一支重要的西班牙分艦隊對於確保戰爭勝利非常重要。5月1日，美國艦隊駛入馬尼拉灣與西班牙人交戰。西班牙人意識到自己的兵力已無望取勝，於是對美國人進行了拼死抵抗。 這場戰鬥並無太大懸念，美國海軍優勢的砲術和航海技術使得整支西班牙艦隊被擊沉，而美國人的傷亡卻微乎其微，他們總共只傷亡了10人。在意識到勝利無望後，蒙托霍下令將他的兩艘防護巡洋艦鑿沉，以確保它們不會落入美軍之手。這場海戰至今仍是美國海戰史上最重要的海戰之一。